# パロ県
パロ県（パロけん、ゾンカ語: སྤ་རོ་རྫོང་ཁག; ワイリー方式: Spa-ro rdzong-khag）は、ブータンの県の一つ。ブータンの西部に位置する。県都はパロ。ブータン唯一の国際空港であるパロ空港がある。

## 地理
県内には、ブータン国内にある空港２つのうちの一つ、ヨンプラ空港がある。県西部には、ガムリ川、ドラン・メチュー川が流れている。

## 基礎自治体
パロ県は以下10のゲオクで構成されている。
- ドガ村（英語版）
- ドプシャリ村（英語版）
- ドテン村（英語版）
- ハングレル村（英語版）
- ラムゴン村（英語版）
- ラングニー村（英語版）
- ナジャ村（英語版）
- シャパ村（英語版）
- ツェント村（英語版）
- ワングチャン村（英語版）

## 経済
ブータンの国営航空会社、ロイヤルブータン航空の本社が県都のパロにある。